# Rýmařov
Rýmařov (in tedesco Römerstadt) è una città ceca del distretto di Bruntál, nella regione di Moravia-Slesia.

## Amministrazione

### Gemellaggi
- Arco
- Belœil
- Crosne
- Krompachy
- Maybole
- Ozimek
- Schotten
- Heinsberg
- Zeil am Main